# Torfbahn Pischtschalskoje
| Torfbahn Pishchalskoje      | Torfbahn Pishchalskoje |
| --------------------------- | ---------------------- |
| ТУ4-2170 mit Güterzug, 2015 |                        |
| Streckennetz (Stand 2012)   |                        |
| Streckenlänge:              | 35 km                  |
| Spurweite:                  | 750 mm (Schmalspur)    |
| Streckengeschwindigkeit:    | 30 km/h                |
|                             |                        |

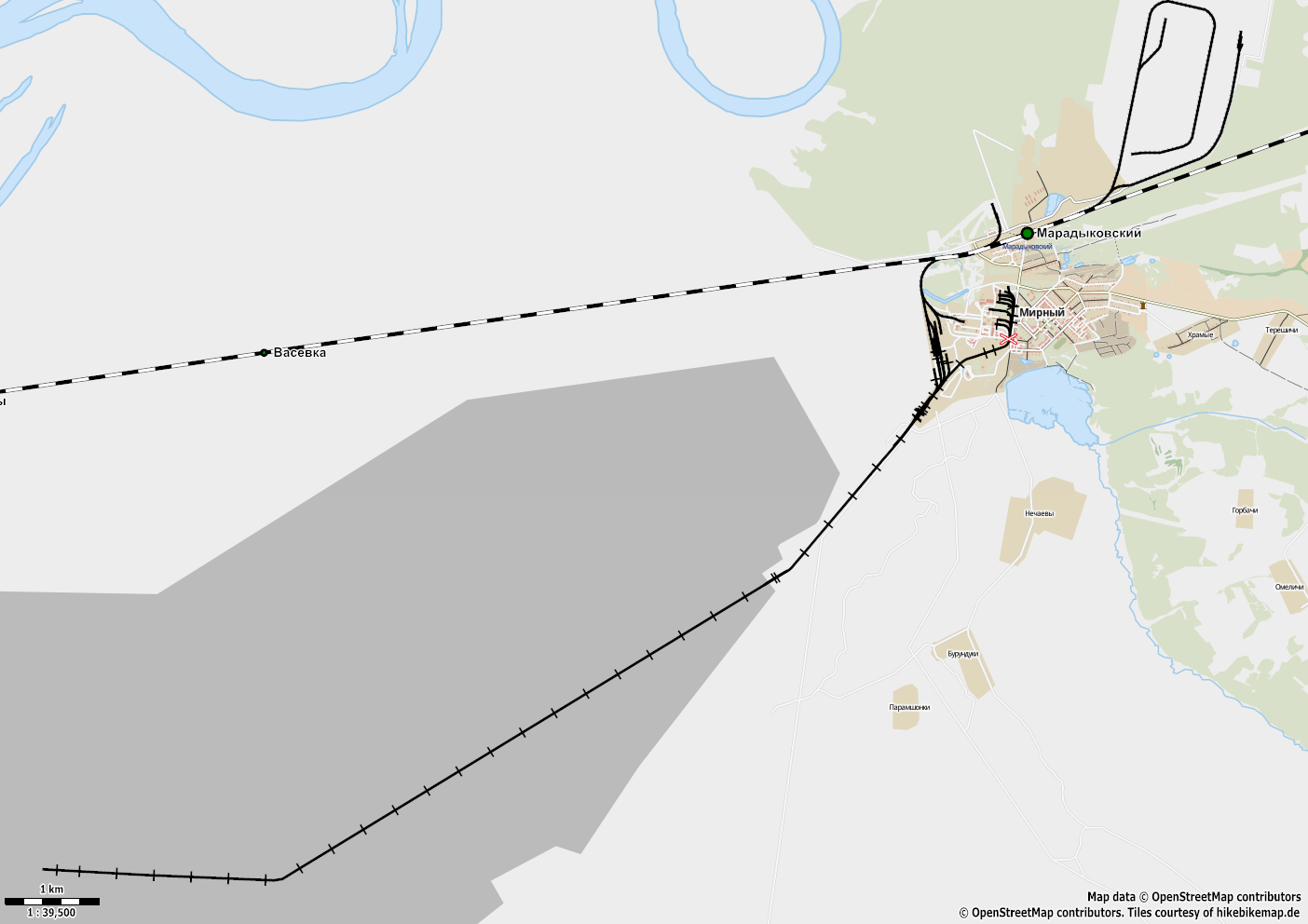
Streckennetz (Stand 2012)

Die Torfbahn Pischtschalskoje (russisch Узкоколейная железная дорога Пищальского торфопредприятия/Uskokoleinaja schelesnaja doroga Pischtschalskowo torfopredprijatija) ist eine Feldbahn in der russischen Oblast Kirow, Mirny.

## Geschichte
Der erste Abschnitt der Schmalspurbahn in 750 mm Spurweite wurde 1963 eröffnet, 35 km verbindet die Siedlung städtischen Typs Mirny mit einem Torfmoorgebiet. Sie wird heute für den Torftransport und zur Beförderung von Arbeitern genutzt. Der Torf wird am Nordende der Strecke in Breitspur-Eisenbahnwagen mit der Spurweite von 1520 mm umgeladen und nach Kirow in ein Kraft-Wärme-Kopplungs-Kraftwerk gebracht.

## Fahrzeuge

### Diesellokomotiven
- ТУ4 – № 2170, 2620, 3076, 2129, 2273
- ТУ6А – № 2172
- ТУ6Д – № 0159
- ТУ8 – № 0426

### Wagen
- Flachwagen
- Kesselwagen
- Speisewagen
- Personenwagen
- Offener Güterwagen ТСВ6А für Torf

### Bahndienstfahrzeuge
- Schneepflug С2-750
- Gleisbaukran ППР2ма
- Schienendrehkran
- Eisenbahn-Draisine ПМД3 – № 156, 116 (№ 405)
- Fahrbares Kraftwerk ЭСУ2а – № 786, 434, 921, 102

## Galerie

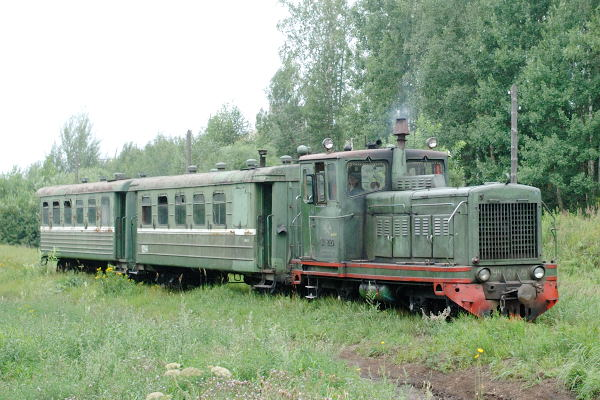
ТУ4-2129 mit Personenzug bei Mirny (Oblast Kirow; 2007)
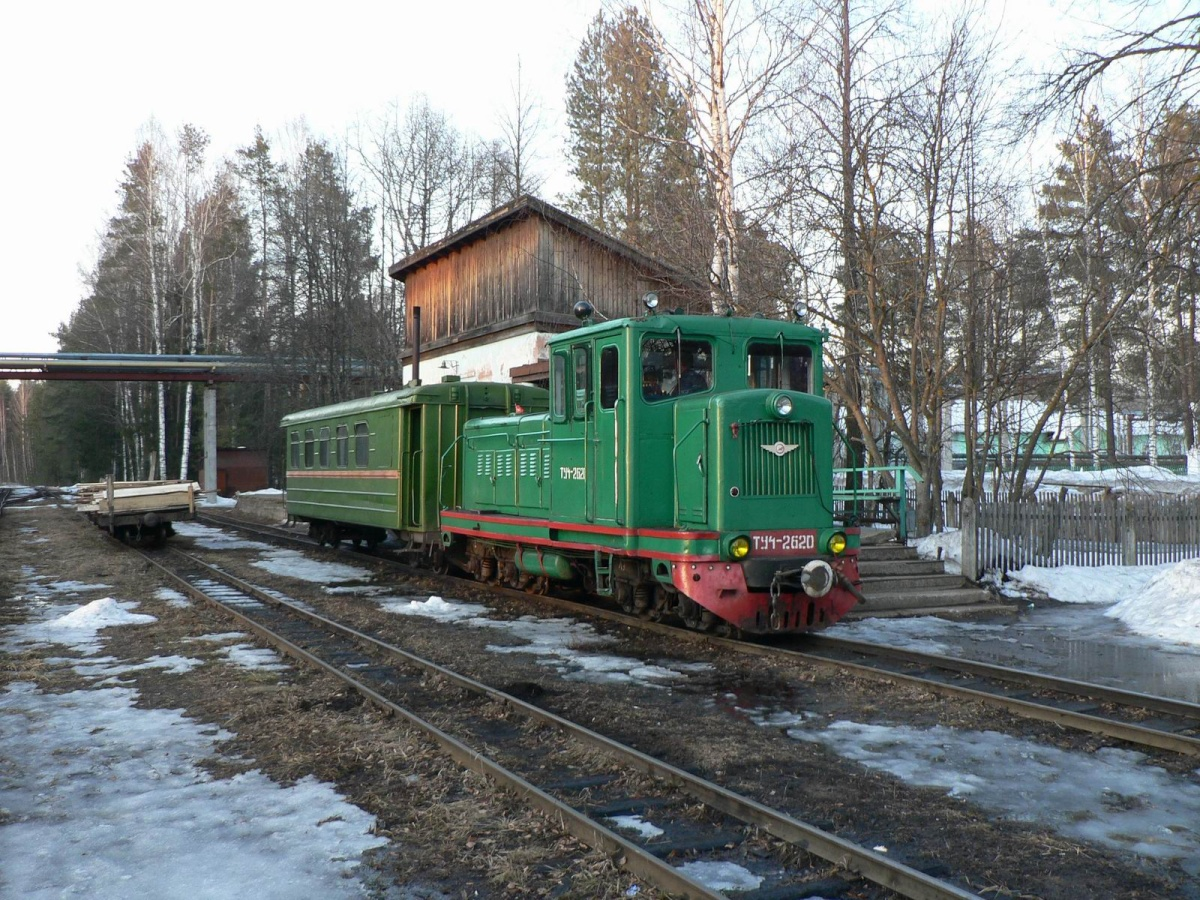
ТУ4–2620 mit Personenzug bei Mirny
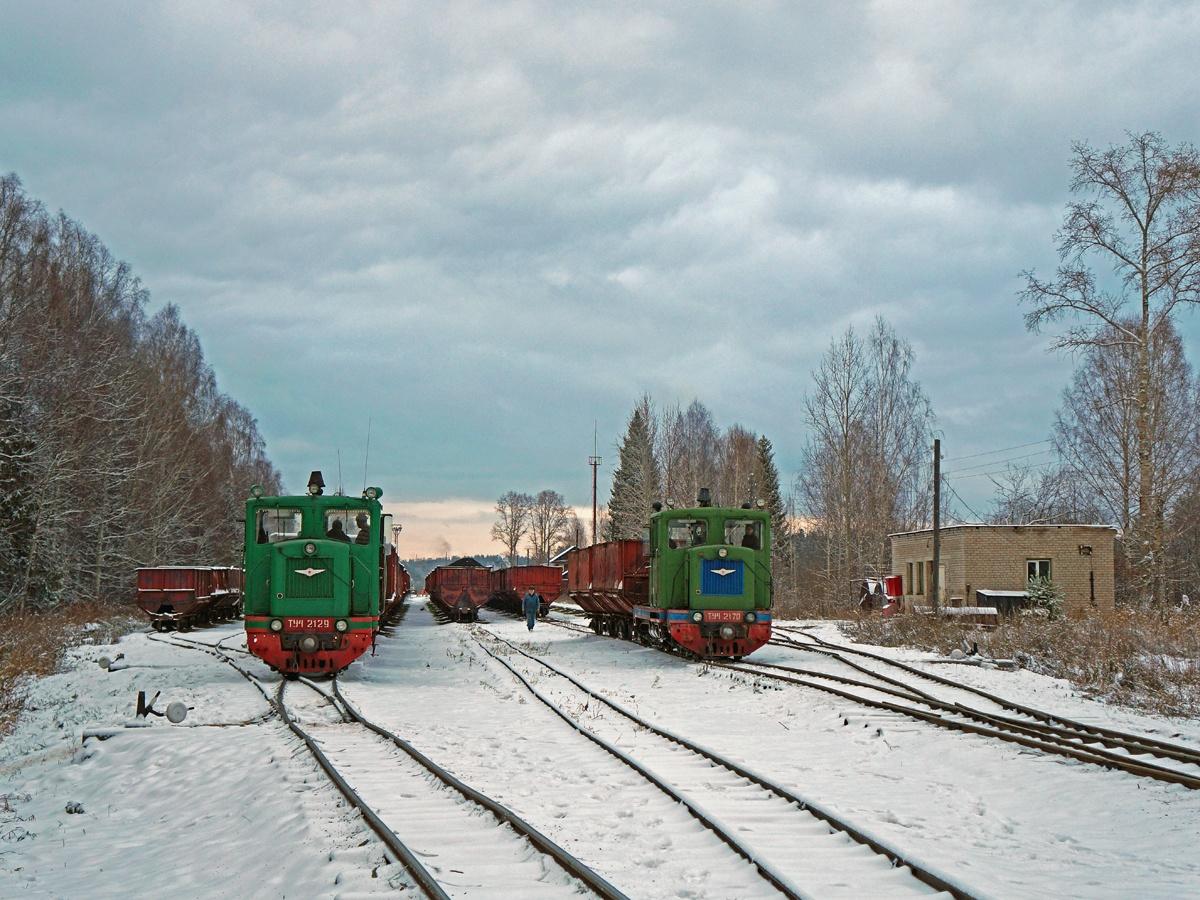
ТУ4–2129 und ТУ4-2170
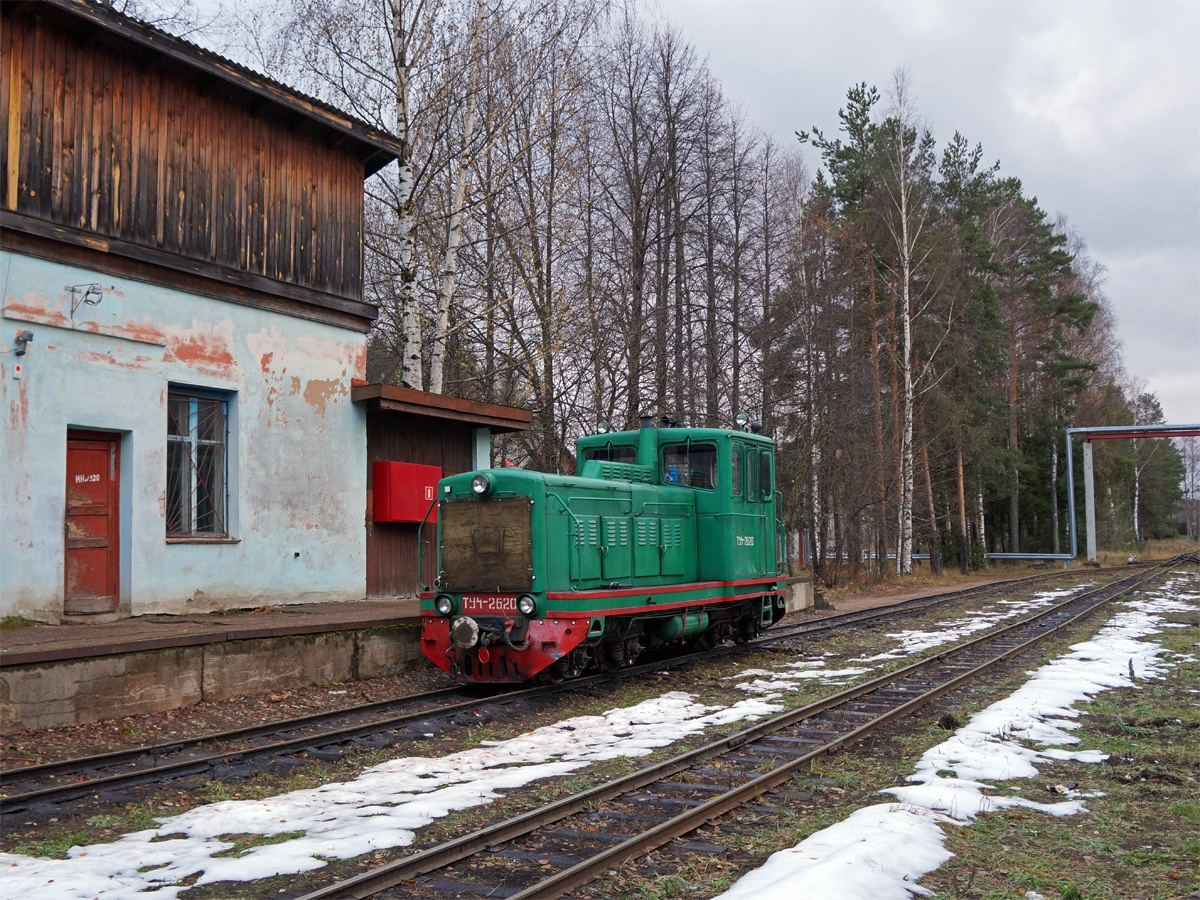
ТУ4–2620 bei Mirny
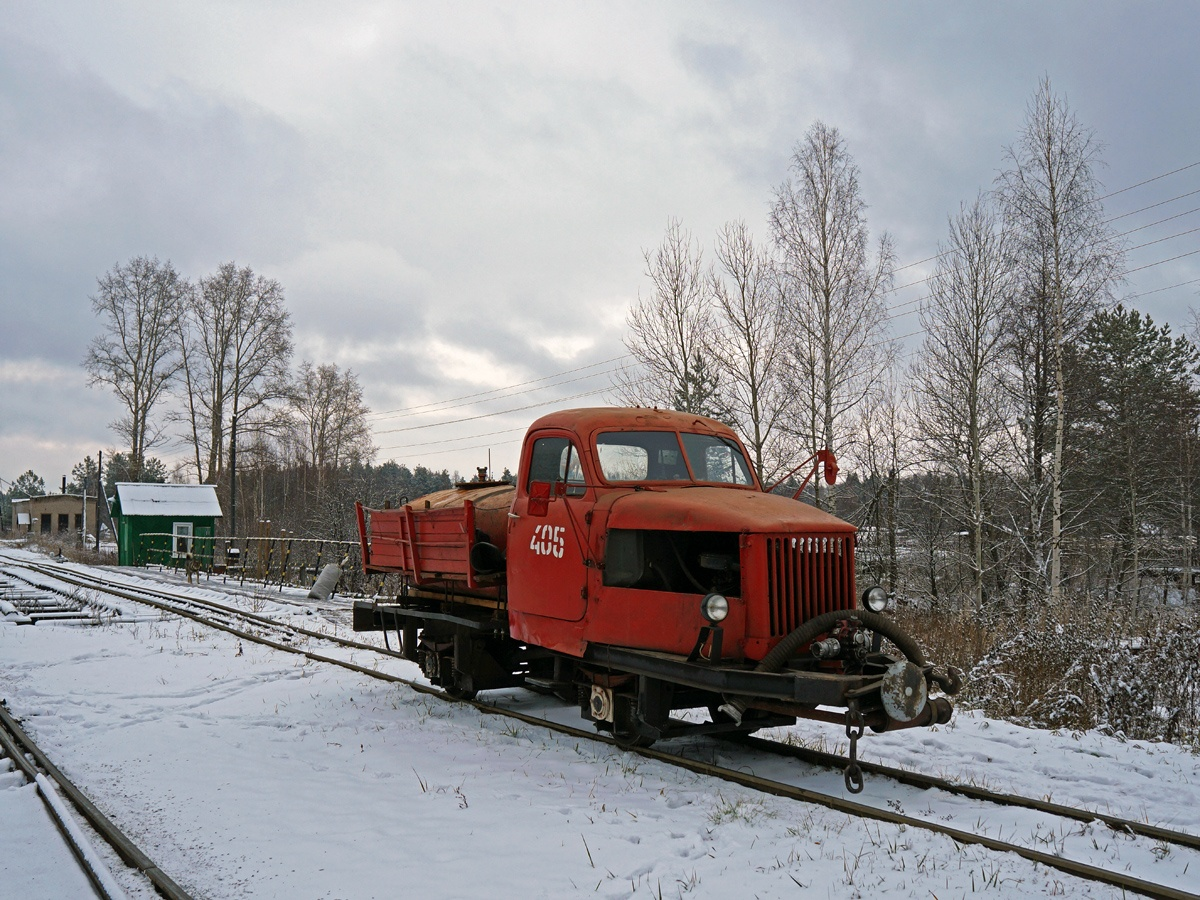
Eisenbahn-Draisine ПМД3-116 (№ 405)